# Morlens
Morlens (toponimo francese) è una frazione del comune svizzero di Ursy, nel Canton Friburgo (distretto della Glâne).

## Storia

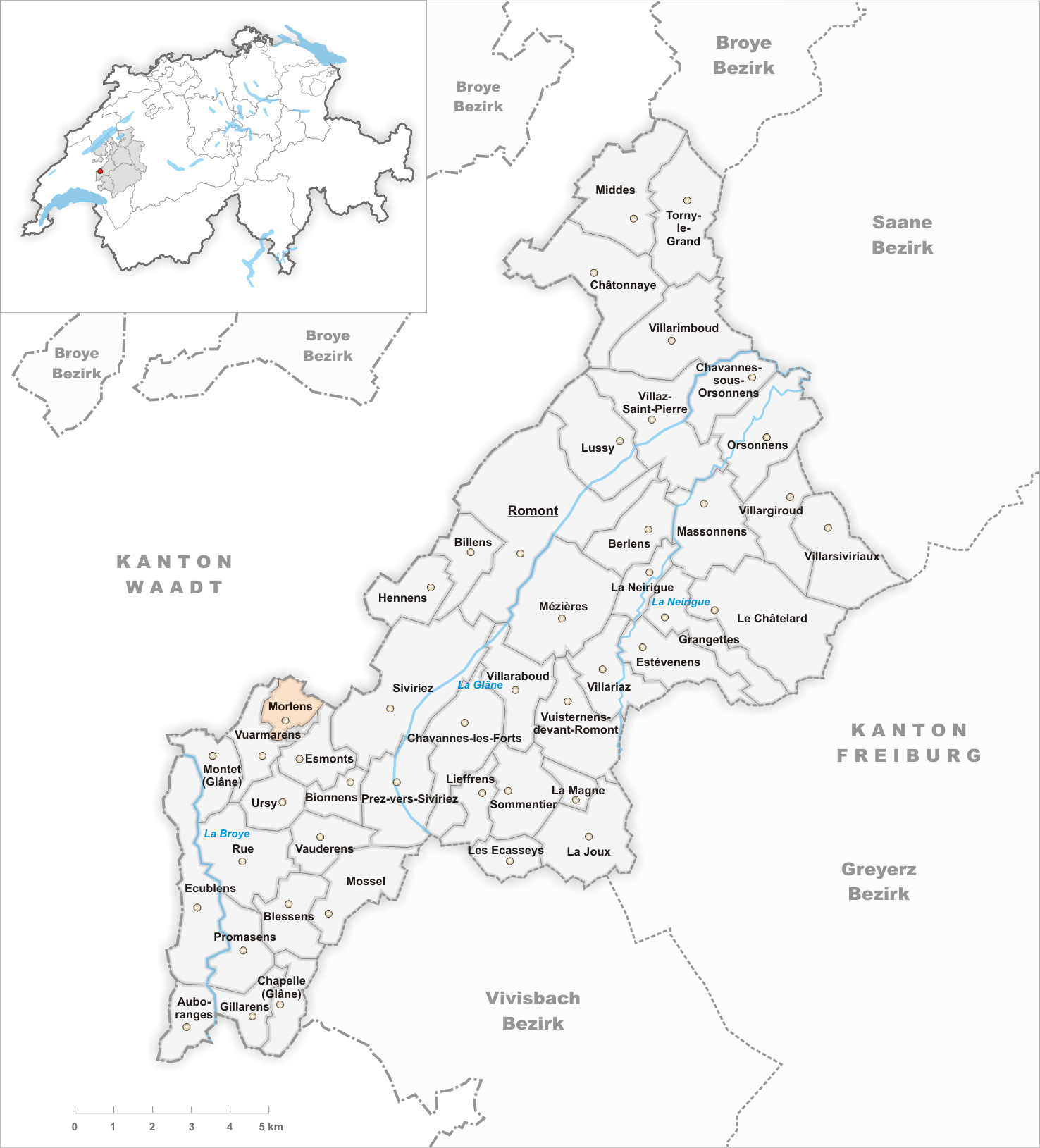
Il territorio del comune di Morlens prima degli accorpamenti comunali del 1991

Già comune autonomo, nel 1991 è stato accorpato a Vuarmarens, il quale a sua volta il 1º gennaio 2012 è stato accorpato a Ursy.

## Monumenti e luoghi d'interesse
- Chiesa cattolica dei Santi Maurizio e Medardo, eretta nel VII-IX secolo e ricostruita nel 1493 e nel 1678[1].

## Società

### Evoluzione demografica
L'evoluzione demografica è riportata nella seguente tabella:
Abitanti censiti

## Amministrazione
Ogni famiglia originaria del luogo fa parte del comune patriziale che ha la responsabilità della manutenzione di ogni bene comune.